# Regionalwahlen in Tschechien 2020
Die Regionalwahlen in Tschechien 2020 fanden gleichzeitig mit der Senatswahl 2020 am 2. und 3. Oktober 2020 statt. Bei den Regionalwahlen werden die Regionalparlamente in dreizehn von vierzehn Krajen (Regionen) mit Ausnahme der Hauptstadt Prag neu gewählt.
Aufgrund der COVID-19-Pandemie in Tschechien galten bei den Regional- und Senatswahlen Sicherheitsbestimmungen, um eine Ansteckung mit dem Virus zu vermeiden. Personen, die sich in Quarantäne befanden, konnten von ihrem Wahlrecht mittels Drive-in-Wahllokalen oder durch Anforderung einer mobilen Wahlkommission Gebrauch machen.

## Ergebnisse
Die Wahlbeteiligung betrug 37,95 Prozent. Die Partei ANO von Premierminister Andrej Babiš erreichte in zehn Regionen die meisten Stimmen. Im Středočeský kraj, Královéhradecký kraj und Liberecký kraj erhielten Oppositionsparteien die meisten Stimmen.
Die Piratenpartei gewann im landesweiten Schnitt am stärksten dazu. Deutliche Verluste verzeichneten die Sozialdemokraten (ČSSD) und die Kommunisten (KSČM).